# Frank Doran (homme politique britannique)
Frank Doran, né le 13 avril 1949 et mort le 31 octobre 2017, est un homme politique du parti travailliste au Royaume-Uni. Il est député pour Aberdeen Sud de 1987 à 1992, quand il perd son siège. Il est réélu en 1997 pour Aberdeen Central et représente plus récemment Aberdeen North. Il est le mari de l'ancienne députée travailliste Dame Joan Ruddock.

## Biographie
Doran fréquente l'école Ainslie Park (plus tard l'école Ainslie Park) à East Pilton et la Leith Academy à Leith avant de quitter l'école à l'âge de 16 ans.
Il échoue à obtenir un siège au Parlement européen pour la circonscription North East Scotland en 1984. Il est élu à la Chambre des communes lors des élections générales de 1987 pour Aberdeen South en battant le député conservateur et unioniste Gerry Malone.
Frank Doran meurt le 31 octobre 2017 à Londres, à l'âge de 68 ans.